# Anritsu
Anritsu K.K. (jap. アンリツ株式会社, Anritsu Kabushiki kaisha, engl. Anritsu Corporation) ist ein japanisches Unternehmen mit Sitz in Atsugi, Präfektur Kanagawa, welches auf den Bereich der Test- und Messtechnik spezialisiert ist.
Das Unternehmen wurde im Jahr 1895 unter dem Namen Sekisan-sha (石杉社) gegründet und am 17. März 1931 in Anritsu Denki (安立電気) umbenannt.

## Weltweite Aktivitäten
Anritsu betreibt Büros und Außenstellen (u. a. Anritsu GmbH (D), Anritsu EMEA Ltd. (UK), Anritsu Company (USA)) in nahezu allen Regionen der Welt, wobei das Hauptgeschäft weiterhin in Japan stattfindet (37 % des Umsatzes werden hier generiert). Neben der Region Japan deckt das Unternehmen die Regionen Americas, EMEA und Asia-Pacific ab. Anritsu verkauft seine Produkte in über 90 Länder weltweit.
Der Hauptsitz der Region Europa, mittlerer Osten und Afrika (EMEA) befindet sich in Luton (Großbritannien), weitere Europabüros sind in Kopenhagen (Dänemark), München (Deutschland), Madrid (Spanien), Vantaa (Finnland), Paris, Rennes, Toulon (alle Frankreich), Kista (Schweden), Rome, Mailand (beide Italien), Bukarest (Rumänien) zu finden. Weitere Länder sind durch Verkäufer vor Ort vertreten.

## Geschäftszweige
Neben dem Hauptgeschäft Test and Measurement (Test- und Messtechnik) existieren die Unternehmenssektionen Components and Devices (Bauteile und Geräte), sowie Service Assurance (Kundenspezifische Beratung und Entwicklung).
Hauptabnehmer sind Unternehmen aus den Bereichen Telekommunikation (z. B. Funknetzwerkbetreiber), Luftfahrt, Verteidigung (z. B. Fluggerätehersteller) sowie Energieversorger (z. B. Energienetzbetreiber).

### Test and Measurement
Der Hauptgeschäftszweig Test and Measurement (T&M), der 75 % des Umsatzes beisteuert, ist in 6 Unterkategorien eingeteilt
1. Mobile Wireless Communication (Mobile Kabellose Kommunikation) – Hierzu zählen unter anderem Bluetooth und WLAN Tester, Geräte zur Spektrumanalyse, Kabel- und Antennenanalyse, Signalanalyse und Störfeldanalyse.
2. RF and Microwave (Radio Frequenz und Mikrowellen) – Beinhaltet Test- und Messgeräte für Labore und den Servicebereich im Zusammenhang mit Radiofrequenz- und Mikrowellentechnik (u. a. für Mobilfunkbasisstationen, Übertragungsnetzwerke).
3. Broadcasting and Multimedia (Rundfunk und Medien) – Hierzu gehören Analysegeräte verschiedener Frequenzen und Bandbreiten.
4. Devices and Components Test (Geräte und Komponenten Untersuchung) – Unter anderem gehören Geräte zur Perepherie- und Signalverlaufsmessung dazu.
5. Transport Datacom (Transport von Datenkommunikation) – Dazu gehören IP Ethernet- und optische Transport Testgeräte.
6. Optical (Optisch) – Beinhaltet optische Spektrum Analysegeräte und optische Strommessgeräte.

### Components and Devices
Dieser Bereich fertigt Einspeiseelemente, Präzisionsgleichstrom- und Verbindungselemente für den RF und Mikrowellenbereich. Weitere Produkte sind automatische Stehwellenverhältnistester, Mikrowellentester und Leistungsteiler.

### Service Assurance
Der Servicebereich ist in drei Unterkategorien eingeteilt, dazu zählen
1. Network troubleshooting (Netzwerkfehlerbehebung)
2. Network & service performance management (Netwerk- und Serviceleistungs Steuerung)
3. Service intelligence (Netzwerküberprüfung/-überwachung)

Diese Businessunit unterstützt Kunden direkt vor Ort und aktiv in ihren Netzwerken und Netzwerksystemen um Schwachstellen aufzuzeigen und zu beheben.

## Finanzen

### Übersicht nach Regionen
(für das Geschäftsjahr 2012/13)
| Region        | Umsatz [in Milliarden Yen] | Umsatz [in%] |
| ------------- | -------------------------- | ------------ |
| Japan         | 35,293                     | 37           |
| EMEA          | 12,615                     | 13           |
| Americas      | 22,667                     | 24           |
| Asia & Others | 24,107                     | 26           |
| Total         | 94,685                     | 100          |

### Übersicht nach Sparte
(für das Geschäftsjahr 2012/13)
| Sparte                | Umsatz [in Milliarden Yen] | Umsatz [in%] |
| --------------------- | -------------------------- | ------------ |
| Test & Measurement    | 71,232                     | 75           |
| Industrial Automation | 14,439                     | 15           |
| Others                | 9,014                      | 10           |
| Total                 | 94,685                     | 100          |

### Finanzielle Kennzahlen
(für die Geschäftsjahre 2008/09 bis 2012/13)
| Kennzahl                          | GJ 2008/09* | GJ 2009/10* | GJ 2010/11* | GJ 2011/12 | GJ 2012/13 |
| --------------------------------- | ----------- | ----------- | ----------- | ---------- | ---------- |
| Eigenkapitalrentabilität (EKR)    | −7.8        | 1.0         | 7.9         | 19.5       | 25.1       |
| Gesamtkapitalrentabilität (GKR)   | −3.5        | 0.4         | 3.1         | 7.2        | 12.1       |
| Zinsdeckungsquote: Anzahl         | 9.8         | 12.7        | 13.2        | 32.3       | 24.9       |
| Dividenden-Ausschüttungsquote     | -           | -           | 29.1        | 20.2       | 24.1       |
| Dividenden auf Aktien             | 1.0         | -           | 2.3         | 5.1        | 4.9        |
| Nettoverschuldung zu Eigenkapital | 0.67        | 0.43        | 0.22        | -          | -          |

- Bis zum Geschäftsjahr 2010/11 wurde nach J-GAAP (Japanese – Generally accepted accounting principles) bilanziert, ab 2011/12 nach IFRS (International Financial Reporting Standards).[2]

## Konkurrenz
Die Konkurrenz in dem Sektor ist verhältnismäßig übersichtlich, die Hauptkonkurrenten sind hierbei:
1. Keysight Technologies
2. Tektronix
3. Rohde & Schwarz
4. Yokogawa
5. Advantest
6. JDSU
7. Exfo
8. Keithley Instruments

Beim Vergleich muss man das Produktspektrum eines jeden Mitbewerbers beachten; Anritsu bietet beispielsweise keine Oszilloskope an.

## Unternehmens Vision und Philosophie

### Philosophie
"Contribute to the development of a safe, secure and prosperous global society by offering Original & High Level products and services with sincerity, harmony and enthusiasm."
Frei übersetzt: Anritsu will zur Entwicklung einer sicheren, ungefährlichen und erfolgreichen globalen Gesellschaft, durch das Angebot von originalen und hoch entwickelten Produkten und Services, durch Ehrlichkeit, Harmonie und Enthusiasmus beitragen.

### Vision
"Achieve continuous growth with sustainable superior profits through innovation using all knowledge of all parties. Be a global market leader through innovation with a market-driven and costumer-centric focus."
Frei übersetzt: Erreiche kontinuierliches Wachstum mit nachhaltig besseren Gewinnen durch Innovation bei der Nutzung des gesamten Wissens aller Beteiligten. Sei globaler Marktführer durch Innovation mit Marktorientierung und Kundenfokus.

## Firmenpolitik
1. Make energetic organization synthesizing the knowledge of all employees.
2. Capture growth drivers through innovation
3. Be a leader in the global market
4. Contribute to the creation of a society that is friendly to people and the Earth as a good corporate citizen.[3]

Frei übersetzt:
1. Sorge für eine dynamische Organisation, die die Synergieeffekte des Wissens aller Mitarbeiter nutzt.
2. Nutze Wachstumstreiber durch Innovation.
3. Sei führend im globalen Markt.
4. Leiste, als ein guter Unternehmensbürger, deinen Beitrag zur Entwicklung einer Gesellschaft, die freundlich zum Menschen und der Erde ist.